# Federico Bellelli
Federico Bellelli (Napoli, 18 settembre 1817 – Vietri sul Mare, 23 giugno 1907) è stato un politico italiano.

## Biografia
Fratello di Gennaro Bellelli, fu allievo della Scuola militare Nunziatella di Napoli, dalla quale iniziò la propria carriera militare.
Sposò Francesca De Vito Piscicelli, congiunta di Maurizio de Vito Piscicelli, dalla quale ebbe il figlio Gaetano. Fu imparentato alla lontana con il pittore Edgar Degas, la cui zia Laure aveva sposato il fratello Gennaro - la famiglia è famosamente ritratta nel dipinto omonimo. Ebbe certamente frequentazioni con il pittore, dato che Degas eseguì un ritratto a pastello di sua moglie Francesca, attualmente conservato in una collezione privata.
Fu eletto alla Camera dei Deputati per il circondario di Capaccio.